# Caiazzo (metropolitana di Milano)
Caiazzo è una stazione della linea M2 della metropolitana di Milano.

## Storia
La stazione fu attivata il 27 settembre 1969 come capolinea provvisorio della prima tratta della linea; il 27 aprile dell'anno successivo la linea fu prolungata fino a Centrale FS.

## Strutture e impianti
Si tratta di una stazione sotterranea a due binari, uno per ogni senso di marcia, serviti da due banchine laterali.
Dalla stazione si dipartono due binari di raccordo: uno conduce alla stazione Pasteur, sulla linea M1; l'altro, lungo circa un chilometro, a Repubblica, sulla linea M3.
Nel luglio 2008, la stazione è stata sottoposta dalla Soprintendenza per i beni architettonici e paesaggistici a vincolo monumentale, quale esempio di architettura e design contemporaneo. Lo stesso vincolo è stato posto contemporaneamente alla stazione di Amendola.

## Interscambi
Nelle vicinanze della stazione effettuano fermata alcune linee urbane di superficie, tranviarie ed automobilistiche, gestite da ATM.
- Fermata tram (Caiazzo M2, linea 1)
- Fermata filobus (Caiazzo M2, linee 90, 91 e 92)

## Servizi
La stazione dispone di:
- Scale mobili
- Emettitrice automatica biglietti
- Stazione video sorvegliata